# Castell de Ballyloughan
El Castell de Ballyloughan (en anglés Ballyloughan Castle) és un castell en ruïnes declarat Monument Nacional situat al comtat de Carlow, prop de Muine Bheag (Irlanda). El castell conserva una de les principals portes porticades a Irlanda, a més del saló i els fonaments d'una de les torres de les cantonades. La seua arquitectura suggereix que va ser construït per un noble normand cap a l'any 1300 i abandonat al segle xiv. Al segle xvi va ser ocupat pels Caomhánach, per passar posteriorment als Bagenal i finalment als Bruen al final del segle xix.